# Un avenir radieux
Un avenir radieux est un roman de l'écrivain Pierre Lemaitre publié en 2025. Il s'agit du troisième volume de la suite romanesque intitulée Les Années glorieuses consacrée aux Trente Glorieuses qui ménage un lien avec la trilogie précédente Les enfants du désastre (comprenant Au revoir là-haut, Couleurs de l'incendie et Miroir de nos peines). On retrouve le « personnage collectif » introduit dans les romans précédents Le Grand Monde et Le Silence et la Colère : la famille Pelletier. L'intrigue se déroule en 1959 essentiellement en France, et dans une moindre mesure, en Tchécoslovaquie.

## Résumé
On retrouve les membres de la famille Pelletier, et les événements se déroulent à nouveau pendant la même année (1959). Le récit se déroule essentiellement en région parisienne et en République socialiste tchécoslovaque, alors que l'Europe est divisée en deux par le rideau de fer.
Louis, le patriarche dont la santé est déclinante, rentre en France avec son épouse Angèle et sa petite-fille Colette après avoir liquidé l'entreprise familiale de savons qu'il avait bâtie au Liban. Âgé, il est rattrapé par ses souvenirs douloureux de la grande guerre dont il est un vétéran. On y suit également ses trois enfants. Jean, l’aîné, directeur des magasins Dixie, toujours mal marié et confronté à sa propre violence, doit se rendre à Prague avec une délégation d'entrepreneurs français. Son frère journaliste François se retrouve intégré malgré lui à cette délégation, et piégé à Prague accusé d'espionnage par les autorités tchécoslovaques. Tandis que leur sœur cadette Hélène, enceinte, poursuit une carrière prometteuse à la radio au contact direct d'auditeurs. Alors que le tome précédent est centré sur la vie de cette dernière, c'est son frère François qui est ici au centre du récit.

## Accueil critique
Le journal Le Point fait l'éloge d'un auteur qui « conjugue idéalement l'exactitude des faits et l'art de la narration, au cœur d'un projet romanesque populaire dans lequel tout lecteur est susceptible de trouver son compte. ». Libération fait l'éloge d'un auteur qui « capable de tisser les aventures familiales avec la marche du monde, les agacements d’arrière-cuisine et la peur d’un nouveau conflit mondial ». L'Express écrit qu'il se penche « avec brio » sur la guerre froide.

## Analyse
Comme événements historiques, le récit évoque notamment la déstalinisation et les catastrophes nucléaires de Kychtym et de Windscale. La guerre froide et la guerre d'Algérie font parte du contexte géopolitique du récit,. L'espionnage est une thématique au centre du récit dont une partie des personnages travaille pour la DGSE et le KGB. Des questions et tendances sociétales sont également évoquées, comme l’avènement de la consommation de masse, la diffusion de la télévision dans les foyers français, et la croissance de l'agriculture intensive.
Alors que Le Grand Monde, premier tome de cette saga rendait hommage au travers d'un de ses personnages au correspondant de guerre François-Jean Armorin, ce tome rend hommage au romancier et ancien agent secret britannique John le Carré.